# Aleksander Adamczyk
Aleksander Cezary Adamczyk (także Olo Mim; ur. 7 października 1959 r. w Rejowcu Fabrycznym) – polski aktor, mim oraz artysta kabaretowy.

## Teatr
Jako aktor-mim pracował w Teatrze Wizji i Ruchu w Lublinie (1981-85) oraz Teatrze Żydowskim im. E.R. Kamińskiej w Warszawie (1985-91). Następnie współpracował z Teatrem Pantomimy w Warszawie (1987), a do niedawna z warszawskim Teatrem Ateneum im. Stefana Jaracza (2005-06).
Wybrane role teatralne
- 1987 – Maraton jako Bankier (reż. Zbigniew Papis), Warszawski Teatr Pantomimy Warszawa
- 2003 – Pamiętnik wariata jako Cygan (reż. Dzidek Starczynowski), przedstawienie impresaryjne
- 2005 – Zmierzch (reż. Bogdan Michalik), Teatr Ateneum

## Filmografia
- 1986 – Pierścień i róża
- 2002 – Święta wojna jako Mim
- 2004 – Sąsiedzi

## Kabaret
Posługuje się pantomimą komiczną, parodią i karykaturą. Występuje z programami złożonymi z etiud. Wciela się m.in. w przedstawicieli różnych zawodów, a także osób zaabsorbowanych jakimiś sprawami, np. zakochanych czy ludzi mających stale kłopoty. Są to sceny z życia codziennego oraz postacie realistyczne i fantastyczne. Przygotowuje programy zarówno dla widzów dorosłych, jak i dla dzieci i młodzieży.
Brał udział w licznych festiwalach krajowych (PaKA 2002 w Krakowie, Festiwal Sztuki Estradowej w Warszawie, Mazurskie Lato Kabaretowe w Ełku, SET 2002 w Suwałkach, PrzeWAŁka 2003 w Wałbrzychu, PAKA 2003 w Krakowie, Ogólnopolski Turniej Łgarzy w Bogatyni w 2003 i 2004) i zagranicznych (m.in. Kultur Sommer w Fellbach, Międzynarodowy Festiwal MIMÓW w Saarbrücken w 2004, Międzynarodowy Festiwal Mimów w Kolumbii w 2005).
Programy kabaretowe
- Przepraszam, sie pomyliłem
- Sztuka mimu

## Nagrody
- 2003 – Grand Prix „Król Łgarzy” na Ogólnopolskim Turnieju Łgarzy w Bogatyni
- 2003 – nagroda publiczności na Ogólnopolskim Turnieju Łgarzy w Bogatyni
- 2004 – II nagroda na Turnieju Ogólnopolskim Łgarzy w Bogatyni